# Стівен Флаверс
Стівен Едред Флаверс (англ. Stephen Edred Flowers; нар. 5 травня 1953), відомий за псевдонімами Edred Thorsson, та Darban-i-Den — колишній американський професор, вчений, рунолог, рунософіст та прихильник окультизму, германського неоязичництва та Маздаїзму, ключова особа в започаткуванні неопоганського руху в Північній Америці.

## Зноски
1. ↑  CONOR.Sl
2. ↑  Chisholm, James Allen; Appendix A, The Awakening of a Runemaster: The Life of Edred Thorsson [Архівовано 2018-05-06 у Wayback Machine.], from Thorsson, Edred; Green Rûna — The Runemaster's Notebook: Shorter Works of Edred Thorsson Volume I (1978—1985)", 1993, second improved and expanded edition 1996.